# میکی هارا
میکی هارا (انگلیسی: Mikie Hara؛ زاده ۳ ژوئیهٔ ۱۹۸۷) یک بازیگر اهل ژاپن است.